# وزارة الأشغال العامة والطرق (اليمن)
وزارة الأشغال العامة والطرق هي أحد وزارات الحكومة اليمنية، وتهدف الوزارة إلى اقتراح السياسة العامة للدولة في مجال الإنشاءات والتعمير والإسكان والبيئة والإشراف على كافة العمليات الخاصة بتخطيط وتصميم وتنفيذ وصيانة جميع المشروعات الإنشائية والعمرانية للدولة والإسكانية والبيئية.

## الوزير
الوزير الحالي هو سالم محمد الحريزي منذ 28 يوليو 2022م.

## المهام الاختصاصات
تتولى وزارة الأشغال العامة والطرق المهام والاختصاصات الآتية:
1- إعداد الدراسات والبحوث الفنية والتصميمات ووضع المواصفات القياسية والتقديرات لمختلف المشروعات الإنشائية والعمرانية التابعة للوزارة والأجهزة الحكومية والإشراف المباشر على تنفيذها وصيانتها.
2- الإشراف على الدراسات الفنية والتصميمات الخاصة بالمشاريع المعدة أو التي ستقوم بتنفيذها جهات محلية أو أجنبية.
3- الإشراف على تنفيذ كافة مباني ومنشآت الدولة والقيام بتنفيذ المشاريع الإنشائية والسكنية المختلفة وكذلك شبكة الطرق الداخلية والخارجية للمدن طبقًا للسياسة العامة للدولة ولها في سبيل ذلك اقتراح إنشاء المؤسسات والشركات المتخصصة  للتنفيذ ويجوز لها الاستعانة بخبرات عربية أو أجنبية لمساعدتها في تنفيذ هذه المهمة وفقًا للتشريعات النافذة.
4- إعداد وتجهيز وثائق المناقصات للمشروعات الإنشائية لأجهزة الدولة والإشراف والرقابة من الناحية الفنية على مقاولات الأعمال لها طبقًا لقانون المناقصات والمزايدات والمخازن الحكومية.
5- إجراء البحوث والدراسات الفنية الهادفة إلى تطوير الأعمال الفنية في مجالات البناء والإنشاءات والتعمير وشبكة الطرق والجسور الداخلية والخارجية للمدن  والتركيبات الصناعية بما في ذلك إعداد المواصفات والمقاييس العامة والوثائق والرسومات الهندسية الأخرى بالاستعانة مع الدور العلمية ومراكز البحوث العربية والأجنبية المتخصصة في هذا المجال.
6- دراسة إنتاج واستخدام مواد البناء المحلية والتي تتطلبها طبيعة نشاطات الوزارة ومرافقها بهدف تطوير صناعة مواد البناء المحلية والاستفادة منها في حاجات البناء والتشييد.
7- حصر ممتلكات الدولة وإثباتها في الخرائط في شتى صورها التي تتناسب والأغراض الاقتصادية المختلفة.
8- إعداد الشروط العامة لأعمال البناء والعقود النموذجية لجميع الأعمال الإنشائية والمعمارية في الدولة والعمل على إقرارها من قبل الجهات المختصة والإشراف عليها ومتابعة تطبيقها من قبل الوزارة والمقاولين المنفذين للمشروعات.
9- وضع نظام لتصنيف المقاولين طبقًا لإمكانياتهم المادية والتقنية والفنية وسجل خبراتهم السابقة وتنظيم علاقة المقاولين بأصحاب الأعمال بما يكفل تنفيذ المشروعات المناطة بهم وضمان الحقوق العادلة للطرفين.
10- الإشراف على أعمال المكاتب الهندسية ومنحها الإجازات بالصلاحيات بحسب قدراتها.
11- إجراء الدراسات الفنية لأغراض صيانة وترميم مباني ومنشآت الدولة وكذلك صيانة وترميم شبكة الطرق والجسور الداخلية والخارجية للمدن والإشراف على عمليات تنفيذها.                      
12- إجراء الفحوصات المختبرية لمواد البناء المستخدمة في المشروعات الإنشائية وكذلك القيام بأعمال الفحوصات اللازمة للتربة لتلبية المتطلبات الأساسية للأعمال  الإنشائية الخاصة بالمباني والطرق والجسور وإصدار تصاريح صلاحياتها واستخدامها.
13- وضع وتطوير الهياكل الأساسية وتحديد الأوليات للتخطيط الحضري والبيئي والإسكاني في عموم اليمن من خلال تطوير أجهزة الوزارة لكي تكون  قادرة على مواكبة النمو.
14- وضع وتطوير الإستراتيجية الإسكانية وخطط وبرامج تنفيذها بما يتلائم مع احتياجات المجتمع وإمكانيات وخطط التنمية الشاملة للدولة.
15- تحديد الأراضي الصالحة للبناء والإشراف على تنظيم العلاقات المستثمرة في المناطق الحضرية بما يتفق مع أهداف المحافظة على الأراضي الزراعية وسلامة واحتياجات التجمعات السكانية.
16- إعداد وتحليل الدراسات والخطط الوطنية والإقليمية للتنمية والتطوير الحضري ووضع وتنفيذ السياسات الخاصة بما يحقق التنمية الاقتصادية والاجتماعية والاستقرار السكاني.
17- إعداد الدراسات والبحوث العلمية المتخصصة في مجالات الإسكان والتخطيط الحضري والإصحاح البيئي وتطويرها بالتعاون مع المنظمات والهيئات المتخصصة.
18- وضع المعايير الفنية والمخططات الهندسية للمحافظة على سمات المدن القديمة والطابع المعماري اليمني والمواقع الأثرية في جميع مناطق اليمن بالتنسيق مع الجهات ذات العلاقة.
19- تشجيع وتوجيه الجمعيات الإسكانية ووضع الضوابط واللوائح المنظمة لعملها والإشراف عليها.
20- وضع البرامج الوطنية عند الاقتضاء لمواجهة توفير المأوى المناسب والسريع في حالة الكوارث الطبيعية بالتنسيق مع الجهات ذات العلاقة.
21- وضع الخطط والبرامج اللازمة لإنشاء ورص  وسفلتة الشوارع وتشجيرها وإنارتها وإنشاء الحدائق والأسواق المركزية والمسالخ وصيانتها والإشراف على تشغيلها بما يكفل تحصين المدن والرقي بها.
22- إعداد الدراسات والخطط والبرامج اللازمة لتنفيذ الإصحاح البيئي بما من شأنه تحسين مستوى صحة البيئة وحمايتها والتنسيق بهذا الشأن مع الجهات ذات العلاقة.
23- اقتراح التشريعات في مجال أنشطة الوزارة.